# An Han-bong
An Han-bong, in hangŭl: 안한봉 (15 ottobre 1968), è un ex lottatore sudcoreano, specializzato nella lotta greco-romana.

## Palmarès

### Olimpiadi
- 1 medaglia:
  - 1 oro (Barcellona 1992 nei 57 kg)

### Mondiali
- 2 medaglie:
  - 1 argento (Ostia 1990 nei 52 kg)
  - 1 bronzo (Martigny 1989 nei 52 kg)

### Giochi asiatici
- 1 medaglia:
  - 1 oro (Pechino 1990 nei 52 kg)